# 仮想評価法
仮想評価法 （かそうひょうかほう、CVM; Contingent Valuation Method） とは、環境を守るために支払っても構わない金額（支払意思金額）を尋ねることによって、環境の持っている価値を金額として評価する手法である。仮想評価法では、まず環境が保全対策によって改善されたり、あるいは逆に開発によって悪化するなどのシナリオを回答者に提示する。その上で、環境改善を行うためならば支払っても構わない金額、あるいは環境悪化を防止するならば支払っても構わない金額をアンケートによって尋ねることで、環境の価値を金額として評価する。仮想評価法を使うことにより、生態系の保全やリサイクル、温暖化防止の価値など、地球環境問題に関する幅広い領域についても評価することができる。

## 仮想評価法の特徴
仮想評価法は、次のような特徴を持っている。
政府や企業が環境対策を行うためには多くの費用が必要になる。環境対策において、最小の費用で最大の効果を得ることが求められるが、そのためには環境コスト（環境対策にかかる費用）と環境ベネフィット（環境対策の効果）を比較しなければならない。費用と効果を比較するためには効果を金額として評価する必要があるが、環境には値段がついているわけではないため、評価することは容易でない。仮想評価法は、多くの人々の意見を用いて数量的に評価することができたため、環境コストと環境ベネフィットを比較することができるようになる。
しかしながら、仮想評価法は、現在の環境の状態と変化後の環境の状態を提示し、その上で環境の変化に対する支払意思金額を尋ねて環境の価値を評価する方法である。そのため、環境の状態を適切に回答者に伝えることができなければ、回答者は適切に支払意思金額を答えることができなくなってしまう。このように調査票の設計ミスなどが原因となって支払意思金額に影響を与えてしまう要因は、バイアスと呼ばれている。
バイアスは仮想評価法の信頼性に大きく影響を与える要因であるため、調査ではバイアスの影響に細心の注意を払う必要がある。仮想評価法はアンケートを用いて調査を行う手法であるため、バイアスを完全に排除することは不可能である。しかし、アンケートの設計を工夫することにより、バイアスを少なくすることは可能である。
なお近年は、保健・医療・介護の領域においても、各サービスのベネフィットを評価するために仮想評価法が用いられるようになってきた。

## 仮想評価法の評価手順
1. 情報収集
第一段階では、評価対象の自然科学的データ、評価対象の利用動向、評価対象の保護対策の現状、評価対象地域の社会経済などの情報を収集するため、現地調査を行う。現地で聞き取りを行う際には、開発と環境保護のどちらか一方の立場に偏らないように、双方の立場の意見について収集することが重要である。
2. 草案作成
第二段階では、調査を行う際に使用する調査票の草案を作成する。仮想評価法では評価対象の現状と変化後の二つの状況を回答者に示す必要があるため、環境変化を説明するための具体的なシナリオを検討する必要がある。シナリオを作成する際には、回答者が一般市民であることに配慮し、回答者が理解できる説明文章にすることが重要である。
3. 先行調査
第三段階では、先行調査の実施を行う。先行調査とは小規模なアンケート調査のことである。アンケート調査を行うと、調査後に問題点が見つかることがしばしばあるので、本調査を行う前に先行調査を行い、調査票の問題点を洗い出すことが重要である。
4. 本調査
第四段階では、本調査の実施を行う。本調査を実施するためには、まず調査範囲を設定して、そこから調査サンプルを抽出する。調査方法には訪問面接調査、街頭面接調査、訪問留置調査、郵送調査、電話調査、インターネット調査などがある。それぞれの調査方法には利点と欠点があるため、それぞれを考慮した上で調査方法を判断することが重要である。
5. 環境価値の推定
第五段階では、結果を集計し、環境価値の推定を行う。本調査の調査票が回収されたら調査票のデータを集計する。集計では、まず単純推計を行って全体の傾向を把握し、次に支払意思金額に関する設問のデータを分析し、支払意思金額を推定する。以上の調査手順に従って調査が行われるが、これらの中では特に第二段階の草案作成と第三段階の先行調査が重要である。